# Strakhovita
La strakhovita és un mineral de la classe dels silicats. Rep el nom per Nikolai Mikhailovich Strakhov (Николая Михайловича Страхова) (2 d'abril de 1900 - 13 de juliol de 1978), petròleg, geòleg i geoquímic, considerat un dels fundadors de la litologia moderna.

## Característiques
La strakhovita és un silicat de fórmula química NaBa₃Mn2+₂Mn3+₂Si₆O19(OH)₃. Va ser aprovada com a espècie vàlida per l'Associació Mineralògica Internacional l'any 1993, i la primera publicació data del 1994. Cristal·litza en el sistema ortoròmbic. La seva duresa a l'escala de Mohs es troba entre 5 i 6.
Segons la classificació de Nickel-Strunz, la strakhovita pertany a «09.CF: Ciclosilicats amb enllaços senzills de 4 [Si₄O₁₂]8-, amb anions complexos aïllats» juntament amb els següents minerals: ashburtonita, kainosita-(Y), clinofosinaïta, fosinaïta-(Ce) i cerchiaraïta-(Mn).

## Formació i jaciments
Va ser descrita a partir d'exemplar trobats a les àrees de Dzhavodi i Zaoblachnyi, dos indrets diferents dins el dipòsit de manganès d'Ir-Nimi, situat a la serralada Taikan (Krai de Khabàrovsk, Rússia). També ha estat descrita a la mina Shimoharai, a la ciutat de Saiki (Oita, Japó). Aquests tres indrets són els únics de tot el planeta on ha estat descrita aquesta espècie mineral.